# 13531 Вайцзеккер
13531 Вайцзеккер (13531 Weizsäcker) — астероїд головного поясу, відкритий 13 вересня 1991 року.
Тіссеранів параметр щодо Юпітера — 3,219.
Названо на честь німецького фізика Карла Фрідріха фон Вайцзеккера (нім. Carl Friedrich von Weizsäcker, 1912 — 2007).